# Mer de Riiser-Larsen
La mer de Riiser-Larsen est une mer de l'océan Atlantique (jusqu'à la longitude 20° E) et de l’océan Indien (depuis la longitude 20° E) située près de l'Antarctique. Elle est située entre la mer de Lazarev (à l'ouest) et la mer des Cosmonautes (à l'est). Au sud, elle baigne la côte de la terre de la Reine-Maud.
La mer s'étend entre 14°E et 30°E le long de la terre de la Princesse-Astrid et de la terre de la Princesse-Ragnhild en terre de la Reine-Maud, dans l'Antarctique oriental, sur une superficie de 1 138 000 km2, et atteint une profondeur maximale de 3 000 mètres.
Elle a été nommée en l'honneur de Hjalmar Riiser-Larsen, pionnier de l'aviation, explorateur polaire et homme d'affaires norvégien.